# Сидер
Ес Сидер (на арабски: السدر, известен още, като Ел Сидер, Ал Сидер, Ал Сидра, Ел Шидар или Ел Сайдер, е пристанище разположено на 23 kм западно от Рас Лануф в Либия. Това е най-големият нефтен терминал в Либия, като през него преминават 447 000 барела на ден. Летището на Ес Сидер е разположено непосредствено до пристанището.